# South Greenfield
South Greenfield é uma vila localizada no estado americano de Missouri, no Condado de Dade.

## Demografia
Segundo o censo americano de 2000, a sua população era de 136 habitantes.
Em 2006, foi estimada uma população de 135, um decréscimo de 1 (-0.7%).

## Geografia
De acordo com o United States Census Bureau tem uma área de
0,4 km², dos quais 0,4 km² cobertos por terra e 0,0 km² cobertos por água. South Greenfield localiza-se a aproximadamente 323 m acima do nível do mar.

## Localidades na vizinhança
O diagrama seguinte representa as localidades num raio de 20 km ao redor de South Greenfield.